# Fustis malaysiensis
Fustius malaysiensis là một loài bướm đêm thuộc họ Erebidae. Nó được tìm thấy ở miền tây Malaysia.
Sải cánh dài khoảng 8 mm. 